# سید سیلورز
سید سیلورز (انگلیسی: Sid Silvers؛ ‏ ۱۶ ژانویهٔ ۱۹۰۱ – ۲۰ اوت ۱۹۷۶) بازیگر، فیلم‌نامه‌نویس، مجری رادیو، ترانه‌سرا، و ترانه‌پرداز اهل ایالات متحده آمریکا بود.
از فیلم‌هایی که وی در آن نقش داشته‌است، می‌توان به ترانه ۱۹۳۶ برادوی، خیابان ۵۲ام و نمایش نمایش‌ها اشاره کرد.